# Diospyros paraensis
Diospyros paraensis är en tvåhjärtbladig växtart som beskrevs av Sothers. Diospyros paraensis ingår i släktet Diospyros och familjen Ebenaceae. Inga underarter finns listade i Catalogue of Life.